# Aristolochia rotunda
Aristolochia rotunda även rund hålrot är en piprankeväxtart som beskrevs av Carl von Linné. Aristolochia rotunda ingår i släktet piprankor, och familjen piprankeväxter.
Blomman är gulgrön närmast stjälken och mörklila längre ut.

## Underarter
Arten delas in i följande underarter:
- A. r. insularis
- A. r. reichsteinii
- A. r. rotunda